# Rétroactivation
La rétroactivation est une régulation métabolique par laquelle le produit d'un stimulus active sa propre chaîne de production. C'est le contraire de la rétroinhibition où le produit final inhibe une enzyme de sa voie de synthèse.
L'accouchement est un exemple de rétroactivation : la pression du fœtus sur l'utérus, ressentie par les mécanorécepteurs de l'utérus, active la libération d'ocytocine par l'organisme de la mère. Cette sécrétion active les contractions, lesquelles engendrent plus de pression sur l'utérus et activent en retour la sécrétion d'ocytocine par l'hypothalamus. Ce mécanisme d'emballement se conclus avec l'expulsion de l'enfant et la baisse subséquente de la pression sur l'utérus
On trouve également des boucles de rétroactivation dans les mécanismes de l'hémostase (notamment la coagulation).